# おおぐま座W型変光星

おおぐま座W型変光星は、この画像のように接触連星となっている

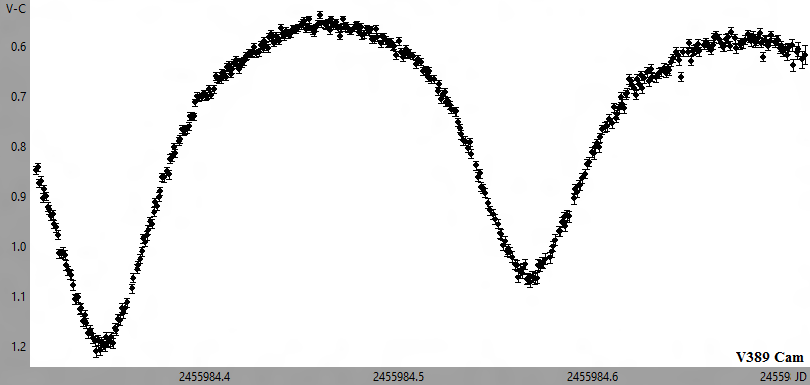
おおぐま座W型変光星に分類される食連星きりん座V389星の光度曲線。

おおぐま座W型変光星（おおぐまざWがたへんこうせい、W Ursae Majoris variable）は、食変光星の一種である。これらの恒星はスペクトル型F、G、Kの連星であり、外層を共有して接触連星となっており、接続部を通して質量やエネルギーが転移している。
この分類は、A型とW型の2つのサブクラスに分類される。A型は太陽よりも熱い2つの恒星から構成され、スペクトル型はA型かF型、周期は0.4日から0.8日である。W型は冷たく、スペクトル型はG型かK型で周期は短く0.22日から0.4日である。表面温度の違いは、数百K以下である。1978年にB型という新しいサブクラスが導入された。B型は表面温度の差が大きい。2004年には、Sz. CsizmadiaとP. Klagyivikにより質量比が大きいH型が発見された。H型は、質量比が0.72よりも大きく、角運動量も大きい。
この分類のプロトタイプ星は、おおぐま座W星である。